# Fridericia
Fridericia Mart.,  es un género de árboles de la familia Bignoniaceae

## Taxonomía
El género fue descrito por  Carl Friedrich Philipp von Martius y publicado en Nova Acta Physico-medica Academiae Caesareae Leopoldino-Carolinae Naturae Curiosorum Exhibentia Ephemerides sive Observationes Historias et Experimenta 13(2): 7. 1827.

## Especies
| - Fridericia artherion (Mart.) L.G.Lohmann - Fridericia bahiensis (Schauer) L.G.Lohmann - Fridericia bracteolata (DC.) L.G.Lohmann - Fridericia candicans (Rich.) L.G.Lohmann - Fridericia carichanensis (Kunth) L.G.Lohmann - Fridericia caudigera (S.Moore) L.G.Lohmann - Fridericia celastroides (Bureau ex K.Schum.) L.G.Lohmann - Fridericia chica (Bonpl.) L.G.Lohmann - Fridericia dichotoma (Jacq.) L.G.Lohmann - bejuco blanco |